# Rituel orthodoxe
Le rituel, dans les Églises d'Orient — églises orthodoxes et églises catholiques de rite byzantin — comporte plusieurs formes et plusieurs traditions, particulièrement en fonction de la période de l'année liturgie.
Par exemple, le Pentecostarion règle les rites du temps liturgique entre Pâques et la Pentecôte.